# Домінік Кайзер
Домінік Кайзер (нім. Dominik Kaiser; нар. 16 вересня 1988, Мутланген) — німецький футболіст, півзахисник клубу «Брондбю».

## Ігрова кар'єра
Народився 16 вересня 1988 року в місті Мутланген. Вихованець юнацьких команд футбольних клубів «Вальдштеттен», «Норманнія» та «Кірхгайм».
У дорослому футболі дебютував 2007 року виступами за команду «Норманнія», що виступала у Оберлізі Баден-Вюртемберг. За неї Кайзер зіграв 61 матч і забив 8 м'ячів. 
У 2009 році він потрапив на замітку до «Хоффенхайму», з яким підписав контракт до 30 липня 2012 року. Виступати Домінік почав за другу команду. Відіграв за дублерів гоффенгаймського клубу наступні три сезони своєї ігрової кар'єри. 8 серпня 2009 року він дебютував за команду в гостьовому поєдинку першого туру все тієї ж Оберліги Баден-Вюртемберг проти «Вайнгайма», який закінчився поразкою з рахунком 0:1. Домінік вийшов на поле на 73-ій хвилині замість Паскаля Торре. У тому сезоні він зумів закріпитися в команді, і на наступний чемпіонат, який команда проводила вже в південній Регіоналлізі, він був твердим гравцем основи.
До кінця сезону 2010/11 його стали залучати до тренувань основної команди, і 14 травня 2011 року, в домашньому матчі 34-го туру проти «Вольфсбурга», який вже нічого не вирішував, він дебютував у Бундеслізі. Гра закінчилася поразкою з рахунком 1:3, Домінік з'явився на полі на 84-й хвилині замість Едсона Брафгейда. Сезон 2011/12 Домінік Кайзер знову почав у другій команді, однак тренувався з основною командою і був присутній у її заявки на матч, зігравши за сезон 9 матчів у Бундеслізі.
З літа 2012 року шість сезонів захищав кольори команди клубу «РБ Лейпциг», пройшовши з командою шлях від Регіоналліги до віче-чемпіона Німеччини, втім у останньому сезоні 2017/18 втратив місце в основі, по завершенні якого і покинув клуб.
Влітку 2018 року перейшов у данський «Брондбю», де возз'єднався із Александером Цорнігером, під керівництвом якого раніше працював у «Лейпцигу». Станом на 16 серпня 2018 року відіграв за команду з Брондбю 5 матчів в національному чемпіонаті.